# 俊徳道駅
俊徳道駅（しゅんとくみちえき）は、大阪府東大阪市荒川二丁目にある近畿日本鉄道（近鉄）大阪線の駅である。駅番号はD07。
駅名は、駅南側を通る旧街道の俊徳道に由来する。また、7日間しかなかった昭和元年に開業した、昭和初の新駅でもある。

## 歴史
- 1926年（昭和元年）12月30日：大阪電気軌道八木線（現在の大阪線）の布施 - 長瀬間に新設開業する[2]。
- 1941年（昭和16年）3月15日：参宮急行電鉄との会社合併により、関西急行鉄道の駅となる[2]。
- 1944年（昭和19年）6月1日：会社合併により、近畿日本鉄道の駅となる[2]。
- 1945年（昭和20年）6月1日：営業を休止する[3]。
- 1946年（昭和21年）3月15日：営業を再開する[3]。
- 1976年（昭和51年）8月8日：布施駅付近の線路高架化工事の一環で高架化する[4]。
- 2007年（平成19年）4月1日：ICカード「PiTaPa」の利用が可能となる[5]。
- 2008年（平成20年）3月15日：JRおおさか東線のJR俊徳道駅が開業し、乗換駅となる[注 1]。
- 2019年（平成31年）3月28日：駅前広場供用開始[6]。
- 2024年（令和6年）11月10日 - 終日無人化[7]。

## 駅構造
2面2線のホームを持つ高架駅。改札口とコンコースは2階、ホームは3階にあり、ホームにはエレベーターが設置されている。改札口は1か所のみ。
近鉄大阪線は当駅付近で西日本旅客鉄道（JR西日本）おおさか東線の高架橋をオーバークロスしているため、当駅のホームの位置は高い。
無人駅で、駅遠隔監視システムが導入されている（管理駅は布施駅）。2024年（令和6年）11月10日までは終日有人駅だった。PiTaPa・ICOCA対応の自動改札機および自動精算機（回数券カードおよびICカードのチャージに対応）が設置されている。

### のりば
| のりば | 路線     | 方向 | 行先           |
| ------ | -------- | ---- | -------------- |
| 1      | D 大阪線 | 下り | 河内国分方面   |
| 2      | D 大阪線 | 上り | 大阪上本町方面 |

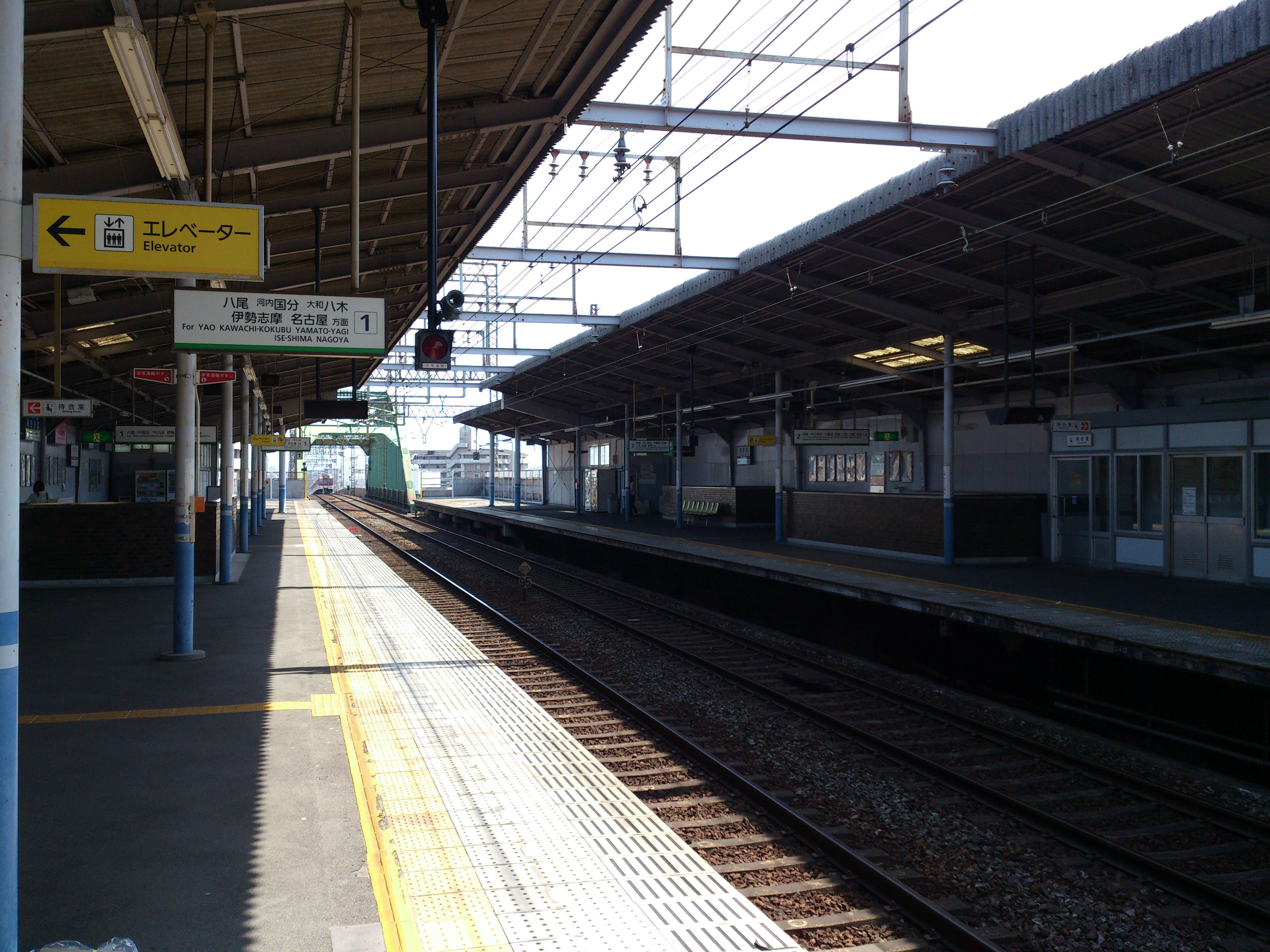
プラットホーム
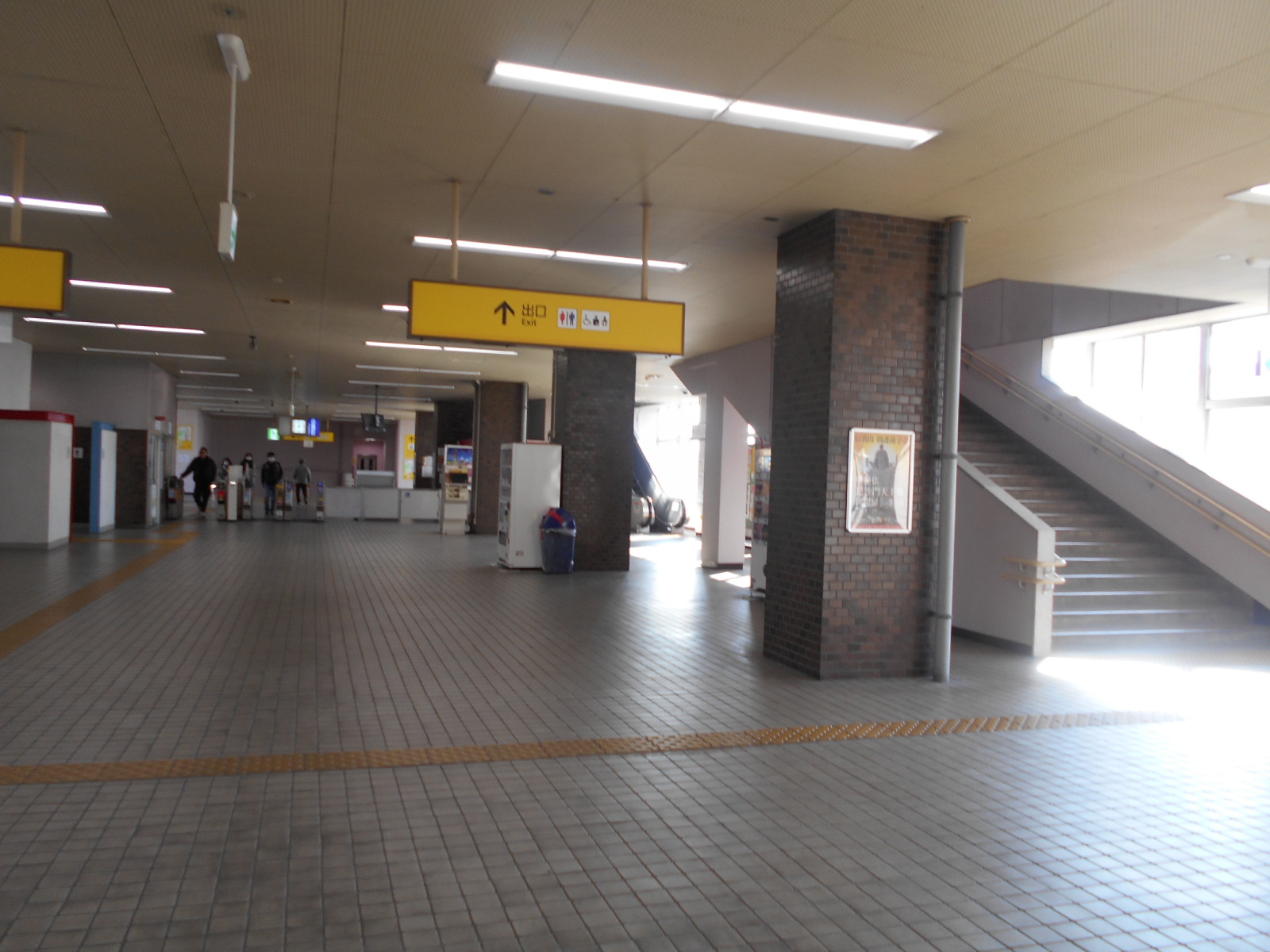
コンコース

## 利用状況
2023年11月7日における1日乗降人員は7,325人である。
近年における1日乗降人員の推移は下表の通り。
| 年度               | 特定日利用状況 | 特定日利用状況 | 特定日利用状況 | 特定日利用状況 | 1日平均 乗車人員 | 出典       | 出典          | 出典            |
| 年度               | 調査日         | 乗車人員       | 降車人員       | 乗降人員       | 1日平均 乗車人員 | 近鉄       | 大阪府        | 東大阪市        |
| ------------------ | -------------- | -------------- | -------------- | -------------- | ---------------- | ---------- | ------------- | --------------- |
| 1990年（平成02年） | 11月06日       | 4,843          | 4,737          | 9,580          |                  |            | [ 大阪府 1 ]  |                 |
| 1991年（平成03年） | -              | -              | -              | -              |                  |            | [ 大阪府 2 ]  |                 |
| 1992年（平成04年） | 11月10日       | 4,750          | 4,575          | 9,325          |                  |            | [ 大阪府 3 ]  |                 |
| 1993年（平成05年） | -              | -              | -              | -              |                  |            | [ 大阪府 4 ]  |                 |
| 1994年（平成06年） | -              | -              | -              | -              |                  |            | [ 大阪府 5 ]  |                 |
| 1995年（平成07年） | 12月05日       | 4,746          | 4,386          | 9,132          |                  |            | [ 大阪府 6 ]  |                 |
| 1996年（平成08年） | -              | -              | -              | -              |                  |            | [ 大阪府 7 ]  |                 |
| 1997年（平成09年） | -              | -              | -              | -              |                  |            | [ 大阪府 8 ]  |                 |
| 1998年（平成10年） | 11月10日       | 4,233          | 4,001          | 8,234          |                  |            | [ 大阪府 9 ]  |                 |
| 1999年（平成11年） | -              | -              | -              | -              | 4,347            |            | [ 大阪府 10 ] | [ 東大阪市 1 ]  |
| 2000年（平成12年） | 11月07日       | 4,006          | 3,838          | 7,844          | 4,227            |            | [ 大阪府 11 ] | [ 東大阪市 1 ]  |
| 2001年（平成13年） | -              | -              | -              | -              | 4,090            |            | [ 大阪府 12 ] | [ 東大阪市 1 ]  |
| 2002年（平成14年） | -              | -              | -              | -              | 3,954            |            | [ 大阪府 13 ] | [ 東大阪市 1 ]  |
| 2003年（平成15年） | 11月11日       | 4,259          | 4,035          | 8,294          | 3,890            |            | [ 大阪府 14 ] | [ 東大阪市 1 ]  |
| 2004年（平成16年） | -              | -              | -              | -              | 3,779            |            | [ 大阪府 15 ] | [ 東大阪市 2 ]  |
| 2005年（平成17年） | 11月08日       | 3,476          | 3,358          | 6,834          | 3,666            |            | [ 大阪府 16 ] | [ 東大阪市 3 ]  |
| 2006年（平成18年） | -              | -              | -              | -              | 3,584            |            | [ 大阪府 17 ] | [ 東大阪市 4 ]  |
| 2007年（平成19年） | -              | -              | -              | -              | 3,503            |            | [ 大阪府 18 ] | [ 東大阪市 5 ]  |
| 2008年（平成20年） | 11月18日       | 3,293          | 3,262          | 6,555          | 3,474            |            | [ 大阪府 19 ] | [ 東大阪市 6 ]  |
| 2009年（平成21年） | -              | -              | -              | -              | 3,424            |            | [ 大阪府 20 ] | [ 東大阪市 7 ]  |
| 2010年（平成22年） | 11月09日       | 3,225          | 3,008          | 6,233          | 3,358            | [ 近鉄 1 ] | [ 大阪府 21 ] | [ 東大阪市 8 ]  |
| 2011年（平成23年） | -              | -              | -              | -              | 3,286            |            | [ 大阪府 22 ] | [ 東大阪市 9 ]  |
| 2012年（平成24年） | 11月13日       | 3,186          | 3,118          | 6,304          | 3,336            | [ 近鉄 2 ] | [ 大阪府 23 ] | [ 東大阪市 10 ] |
| 2013年（平成25年） | -              | -              | -              | -              | 3,454            |            | [ 大阪府 24 ] | [ 東大阪市 11 ] |
| 2014年（平成26年） | -              | -              | -              | -              | 3,476            |            | [ 大阪府 25 ] | [ 東大阪市 12 ] |
| 2015年（平成27年） | 11月10日       | 3,253          | 3,209          | 6,462          | 3,512            | [ 近鉄 3 ] | [ 大阪府 26 ] | [ 東大阪市 13 ] |
| 2016年（平成28年） | -              | -              | -              | -              | 3,540            |            | [ 大阪府 27 ] | [ 東大阪市 14 ] |
| 2017年（平成29年） | -              | -              | -              | -              | 3,569            |            | [ 大阪府 28 ] | [ 東大阪市 15 ] |
| 2018年（平成30年） | 11月13日       | 3,366          | 3,333          | 6,699          | 3,575            | [ 近鉄 4 ] | [ 大阪府 29 ] | [ 東大阪市 16 ] |
| 2019年（令和元年） | -              | -              | -              | -              | 4,088            |            | [ 大阪府 30 ] | [ 東大阪市 17 ] |
| 2020年（令和02年） | -              | -              | -              | -              | 3,079            |            | [ 大阪府 31 ] | [ 東大阪市 18 ] |
| 2021年（令和03年） | 11月09日       | 3,450          | 3,371          | 6,821          | 3,454            | [ 近鉄 5 ] | [ 大阪府 32 ] | [ 東大阪市 19 ] |
| 2022年（令和04年） | 11月08日       | 3,710          | 3,575          | 7,285          | 3,921            | [ 近鉄 6 ] | [ 大阪府 33 ] | [ 東大阪市 20 ] |
| 2023年（令和05年） | 11月07日       |                |                | 7,325          |                  | [ 近鉄 7 ] |               |                 |

## 駅周辺
- JR俊徳道駅 - JR西日本おおさか東線
- 東大阪市立布施中学校
- 東大阪市立荒川小学校
- 東大阪市立三ノ瀬小学校
- 東大阪市立太平寺小学校
- 東大阪朝鮮初級学校
- 三ノ瀬公園
- 帝国キネマ長瀬撮影所跡
- 東大阪永和郵便局
- 大阪シティ信用金庫永和支店
- 三豊本社
- 関西スーパー永和店

## バス路線
大阪バスの市内路線が発着している。

過去には駅南側の大阪府道24号大阪東大阪線上に近鉄バスの「俊徳道駅前」停留所があり、布施駅から樟蔭東や金物団地、花園住宅などへ伸びていたが、2017年4月1日に運行を休止。末期は土曜早朝のみの運行であった。
のりばは駅前ロータリーと近鉄俊徳道駅西側に分かれている。そのため、路線や便によってのりばが違うため注意が必要。

### 駅前ロータリー「俊徳道駅（ロータリー）」

#### 1番のりば
- 東大阪西地区循環バス
  - 北回り H61系統：布施駅南口、高井田中央駅経由、市立東大阪医療センター行き
  - 機械団地線 H64系統：布施駅南口、高井田中央駅、機械団地西、トラックターミナル前経由、市立東大阪医療センター  行[10]
- 布施八尾線（急行便のみ乗入れ）
  - F22系統 急行：布施駅南口行き、近鉄八尾駅行き[11]
- 近畿大学線
  - K50系統（普通）：菱屋西、シティ信金上小阪支店前経由、近畿大学東門前行き[12]
  - K55系統（快速）：近畿大学前東門前行き（ノンストップ）
- 金物団地線
  - K51系統（普通）：菱屋西、シティ信金上小阪支店前、近畿大学前東門前経由、金物団地行き
  - 布施駅南口発着のK54系統とK56系統は駅前ロータリーには乗入れない。

### 近鉄俊徳道駅西側「俊徳道駅（シティ信金永和支店前）」[9]

#### 2番のりば
近鉄俊徳道駅の出入口に近い
- 近畿大学線
  - K50系統（普通）：菱屋西、シティ信金上小阪支店前経由、近畿大学東門前行き[12]
  - K55系統（快速）は停車しない。
- 金物団地線
  - K51系統（普通）：菱屋西、シティ信金上小阪支店前、近畿大学前東門前経由、金物団地行き
  - K54系統（普通）：菱屋西、シティ信金上小阪支店前、近畿大学前東門前経由、金物団地、久宝寺住宅前経由、近鉄八尾駅行き
  - K56系統（快速）：近畿大学前東門前経由、金物団地行き

#### 3番のりば
近鉄俊徳道駅向かい側のシティ信金永和支店前
- 近畿大学線
  - K50系統（普通）：俊徳道駅（ロータリー）行き
  - K55系統（快速）は停車しない。
- 金物団地線
  - K54系統（普通）：布施駅南口行き
  - K56系統（快速）：布施駅南口行き

## 隣の駅
近畿日本鉄道
D 大阪線
■快速急行・■急行・■準急・■区間準急
通過
■普通
布施駅 (D06) - 俊徳道駅 (D07) - 長瀬駅 (D08)
- 括弧内は駅番号を示す。

### 記事本文